# Ниядарья
Ниядарья, Улугсайдарья, Нияхэ (кит. упр. 尼雅河) — река в уезде Ния Синьцзян-Уйгурского автономного района КНР, в северо-западной части страны, примерно в 790 км к юго-западу от столицы региона Урумчи.
Исток реки находится в горах Куньлунь и течёт через южную часть пустыни Такла-Макан и заканчивается уезде Миньфэн. Длина реки 210 км. 
Между рекой Ниядарья и озером Лобнор располагалось древнее царство Лоулань. В устье реки, в 115 км от современного города Ния, обнаружены руины города Ния.

## География
Река начинается на северных склонах горной цепи Куньлунь, и течёт на север, в итоге теряясь в пустыне Такла-Макан.